# Oliver Mayer (Basketballtrainer)
Oliver Mayer ist ein deutscher Basketballtrainer und Verfasser von Basketballbüchern.

## Laufbahn
Mayer, der als Jugendlicher Basketball unter Trainer Siegfried Eckert spielte, war 1998 und 1999 unter Ari Tammivaara Co-Trainer beim USC Freiburg, der damals noch in der 1. Bundesliga spielte. Er widmete sich der Nachwuchsarbeit, wurde hauptamtlicher Jugendtrainer beim USC. 2013 übernahm Mayer ebenfalls das Traineramt bei der Freiburger Herrenmannschaft.
Mayer wurde Lehrwart beim Basketballverband Baden-Württemberg, 2017 erschien das gemeinsam mit Jürgen Maaßmann verfasste Lehrbuch Leitfaden Minibasketball. Mayer war Mitverfasser der 2021 erschienenen Neuauflage des vom Deutschen Basketball-Bund und vom Basketballverband Baden-Württemberg herausgegebenen Buchs Basketball für Trainer und Lehrer.
Mayers Sohn Max war Basketball-Jugendnationalspieler. Seine Tochter Pauline spielt für die Eisvögel USC Freiburg in der 1. DBBL.